# Ciclism la Jocurile Olimpice de vară din 2020 - Contratimp individual masculin
Cursa ciclistă de contratimp individual masculin de la Jocurile Olimpice de vară din 2020 a avut loc pe 28 iulie 2021 pe Fuji International Speedway,Tokyo.

## Deținătorii titlurilor
Înaintea acestei competiții, deținătorii titlurilor mondial și olimpic erau următorii:
| Titlul  | Ciclist                 | Loc                      | An   |
| ------- | ----------------------- | ------------------------ | ---- |
| Mondial | Filippo Ganna (ITA)     | Imola, Italia            | 2020 |
| Olimpic | Fabian Cancellara (SUI) | Rio de Janeiro, Brazilia | 2016 |

## Program
Orele sunt ora Japoniei (UTC+9) 
| Data                    | Timp  | Etapă  |
| ----------------------- | ----- | ------ |
| Miercuri, 28 iulie 2021 | 11:00 | Finala |

## Rezultate
| Loc | Nr | Ciclistă                | Țară                       | Timp       | Dif.       |
| --- | -- | ----------------------- | -------------------------- | ---------- | ---------- |
| 1   | 7  | Primož Roglič           | Slovenia                   | 55:04,19   |            |
| 2   | 10 | Tom Dumoulin            | Olanda                     | 56:05,58   | + 1:01,39  |
| 3   | 5  | Rohan Dennis            | Australia                  | 56:08,09   | + 1:03,90  |
| 4   | 3  | Stefan Küng             | Elveția                    | 56:08,49   | + 1:04,30  |
| 5   | 1  | Filippo Ganna           | Italia                     | 56:09,93   | + 1:05,74  |
| 6   | 2  | Wout van Aert           | Belgia                     | 56:44,72   | + 1:40,53  |
| 7   | 8  | Kasper Asgreen          | Danemarca                  | 56:52,21   | + 1:48,02  |
| 8   | 19 | Rigoberto Urán          | Columbia                   | 57:18,69   | + 2:14,50  |
| 9   | 24 | Remco Evenepoel         | Belgia                     | 57:21,27   | + 2:17,08  |
| 10  | 12 | Patrick Bevin           | Noua Zeelandă              | 57:24,29   | + 2:20,10  |
| 11  | 23 | Alberto Bettiol         | Italia                     | 57:38,06   | + 2:33,87  |
| 12  | 6  | Geraint Thomas          | Marea Britanie             | 57:46,61   | + 2:42,42  |
| 13  | 33 | Hugo Houle              | Canada                     | 57:56,46   | + 2:52,27  |
| 14  | 34 | Stefan de Bod           | Africa de Sud              | 57:57,10   | + 2:52,91  |
| 15  | 14 | Maximilian Schachmann   | Germania                   | 58:33,82   | + 3:29,63  |
| 16  | 9  | João Almeida            | Portugalia                 | 58:33,97   | + 3:29,78  |
| 17  | 4  | Rémi Cavagna            | Franța                     | 58:39,06   | + 3:34,87  |
| 18  | 16 | Maciej Bodnar           | Polonia                    | 58:47,10   | + 3:42,91  |
| 19  | 35 | Nikias Arndt            | Germania                   | 58:49,39   | + 3:45,20  |
| 20  | 15 | Aleksandr Vlasov        | (COR)                      | 58:55,40   | + 3:51,21  |
| 21  | 27 | Nelson Oliveira         | Portugalia                 | 58:59,22   | + 3:55,03  |
| 22  | 32 | Tanel Kangert           | Estonia                    | 59:05,25   | + 4:01,06  |
| 23  | 13 | Tobias Foss             | Norvegia                   | 59:51,68   | + 4:47,49  |
| 24  | 11 | Brandon McNulty         | Statele Unite ale Americii | 59:57,73   | + 4:53,54  |
| 25  | 29 | George Bennett          | Noua Zeelandă              | 1:00:28,39 | + 5:24,20  |
| 26  | 30 | Michael Kukrle          | Cehia                      | 1:00:41,55 | + 5:37,36  |
| 27  | 25 | Richie Porte            | Australia                  | 1:00:53,67 | + 5:49,48  |
| 28  | 31 | Nicolas Roche           | Irlanda                    | 1:01:23,13 | + 6:18,94  |
| 29  | 26 | Tao Geoghegan Hart      | Marea Britanie             | 1:01:44,81 | + 6:40,42  |
| 30  | 21 | Toms Skujiņš            | Letonia                    | 1:02:04,93 | + 7:00,74  |
| 31  | 20 | Patrick Konrad          | Austria                    | 1:02:05,08 | + 7:00,89  |
| 32  | 18 | Alexey Lutsenko         | Kazahstan                  | 1:02:21,67 | + 7:17,48  |
| 33  | 36 | Amanuel Ghebreigzabhier | Eritreea                   | 1:03:22,80 | + 8:18,61  |
| 34  | 28 | Lawson Craddock         | Statele Unite ale Americii | 1:03:52,99 | + 8:48,80  |
| 35  | 38 | Saeid Safarzadeh        | Iran                       | 1:05:14,62 | + 10:10,43 |
| 36  | 37 | Azzedine Lagab          | Algeria                    | 1:05:21,53 | + 10:17.34 |
| 37  | 22 | Lukáš Kubiš             | Slovacia                   | 1:06:25,20 | + 11:21,01 |
| 38  | 39 | Ahmad Wais              | (EOR)                      | 1:08:40,46 | + 13:36,27 |
| —   | 17 | Ion Izagirre            | Spania                     | NT         | NT         |